# Abdullah the Butcher

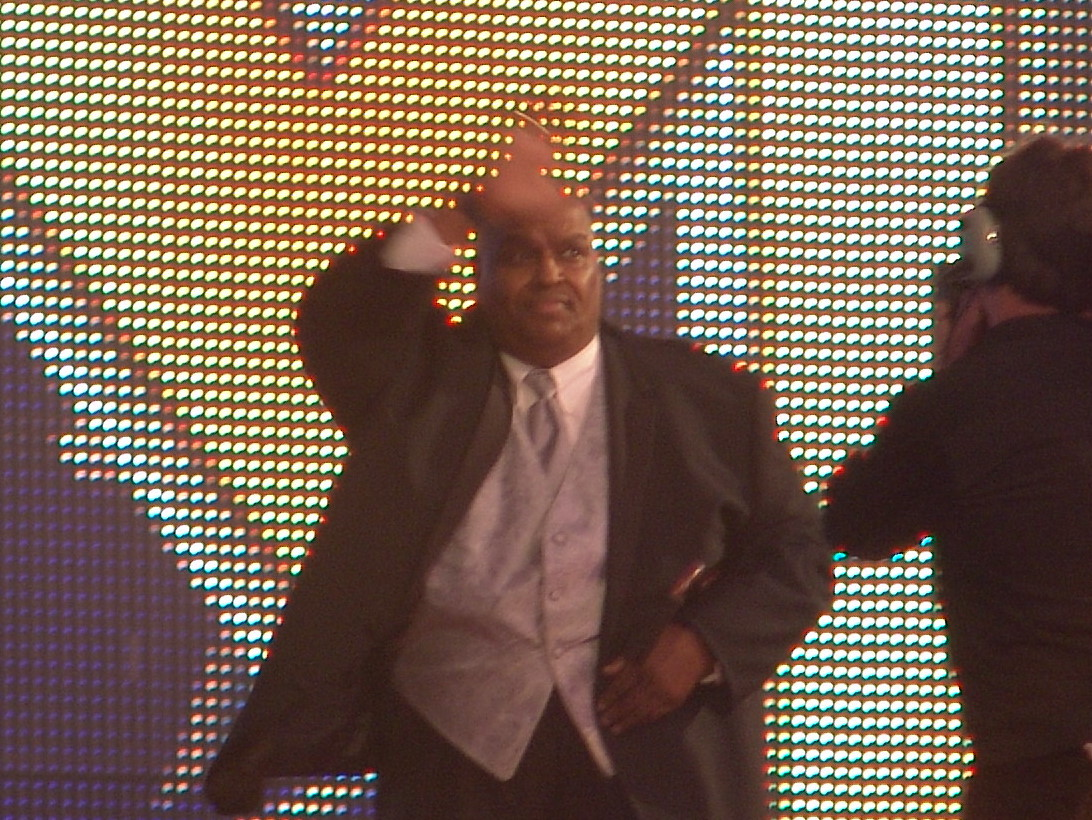
Shreeve am 3. April 2011 bei
WrestleMania XXVII

Lawrence Shreeve (* 11. Januar 1941 in Windsor, Kanada) ist ein kanadischer Wrestler, der auf das sogenannte Hardcore-Wrestling spezialisiert ist. Unter dem Ringnamen Abdullah the Butcher tritt er als Sadist aus dem Sudan auf, der seine Gegner mit Gabeln und sonstigen scharfen Gegenständen foltert. Heute besitzt er des Weiteren ein Restaurant in Atlanta und ist Mitglied der WWE Hall of Fame.

## Leben
Über Shreeves Geburtstag herrschte lange Zeit Uneinigkeit. So wurden neben dem 11. Januar 1941 auch der 2. November 1936 und der 1. Januar 1936 als mögliche Geburtstage angegeben.

### Jugend
Larry Shreeve betrieb in seiner Jugend die Sportarten Judo und Karate.

### Karriere
Shreeve wurde von Stu Hart und Gino Brito trainiert. Zunächst trat er unter den Ringnamen Pussycat Pikens und Zeras Amala an. Später wechselte er zum Charakter Abdullah the Butcher, der sein erfolgreichstes Gimmick wurde. Die Ringfigur spricht kein englisch und benötigt daher verschiedene Ringbegleiter, die für ihn das Sprechen übernehmen. So dienten Shreeve folgende Personen als Ringbegleiter: Oliver Humperdink, Paul Ellering, Paul Heyman und der Grand Wizard.
In der Frühzeit seiner Wrestling-Karriere trat Shreeve hauptsächlich in Kanada auf. So unter anderem bei Stu Harts Promotion Stampede Wrestling, wo er sechs Mal die STAMPEDE North American Heavyweight Championship gewann. Später trat er auch in anderen Mitgliedsverbänden der National Wrestling Alliance an und bestritt dort in fast allen nordamerikanischen Bundesstaaten Matches.
1975 absolvierte Shreeve seinen ersten Auftritt in Japan; bei All Japan Pro Wrestling (AJPW) gewann er in den Jahren 1976, 1978 und 1979 das Turnier Champion Carnival.
Auch in den folgenden Jahren war Shreeve sowohl bei Promotionen All Japan als auch bei New Japan Pro-Wrestling eine feste Größe in deren Showprogramm.
1991 wurde er von World Championship Wrestling (WCW) verpflichtet, bereits ein Jahr später jedoch wieder entlassen.
Nach seiner Entlassung trat Shreeve wieder hauptsächlich in Japan an; vereinzelt auch in Amerika. Bei World Wrestling Council (WWC) hielt er die WWC Universal Championship, 1993 trat er kurzzeitig bei der auf Hardcore-Wrestling spezialisierten Promotion Extreme Championship Wrestling (ECW) auf.
Im Jahr 2003 war Larry Shreeve bei Major League Wrestling angestellt und führte dort gegen Storyline-Rivale Terry Funk seine wohl bekannteste Fehde.
Neben den Vereinigten Staaten und Japan war auch Puerto Rico eine feste Station in der Wrestling-Karriere Larry Shreeves. Dort gewann der Hardcore-Wrestler zwei Mal die WWC Caribbean Heavyweight Championship, vier Mal die WWC Puerto Rican Championship und fünf Mal die WWC Universal Championship.
Nach einer Welttournee durch verschiedene Wrestlingpromotions ab Dezember 2008 setzte sich Shreeve vorerst zur Ruhe, bis er schließlich im März 2009 bei verschiedenen Independent Promotions seine Rückkehr feierte. Im Oktober 2010 bestritt er sein letztes Match.
Am 2. April 2011 wurde Shreeve von Terry Funk in die WWE Hall of Fame eingeführt.

## Erfolge

### Titel
National Wrestling Alliance
- 1× NWA United National Champion
- 1× NWA Wildside Heavyweight Champion
- 1× NWA Macon Heavyweight Champion
- 1× NWA Texas Brass Knuckles Champion
- 1× NWA Texas Hardcore Champion

World Wrestling Council
- 3× WWC Puerto Rican Champion
- 5× WWC Universal Champion
- 2× WWC Caribbean Heavyweight Champion

STAMPEDE Wrestling
- 6× STAMPEDE North American Heavyweight Champion

All Japan Pro Wrestling
- 1× PWF Heavyweight Champion
- 1× NWA International Tag Team Champion mit Ray Candy

Big Japan Pro Wrestling
- 1× BJW Death Match Heavyweight Champion

National Wrestling Federation
- 1× NWF Heavyweight Champion

### Auszeichnungen
- WWE Hall of Fame, Class of 2011
- Puroresu Hall of Fame
- Canadian Professional Wrestling Hall of Fame

PWI500-Ergebnisse
- Platz 35 in der Liste des Jahres 1991
- Platz 87 in der Liste des Jahres 1994
- Platz 71 in der Liste des Jahres 1995
- Platz 92 in der Liste des Jahres 1996
- Platz 97 in der Liste des Jahres 1997
- Platz 187 in der Liste des Jahres 1998

## Sonstiges/Wissenswertes
- Larry Shreeve wird heute unter anderem im Roster eines IWA-Verbandes als Pionier des Hardcore-Wrestlings aufgeführt und ist mit über 70 Jahren einer der ältesten noch aktiven Wrestler.
- 1982 hatte er in dem japanischen Action-Film Diamant des Todes (jap. Titel Hoero Tekken) einen Gastauftritt als „Spartacus“.[5]
- Shreeve gilt durch seinen brutalen Wrestlingstil als einer der Pioniere des heutigen Hardcore-Wrestlings und wurde zum Vorbild späterer Wrestler. So zum Beispiel für den japanischen Hardcore-Wrestler Abdullah (the) Kobayashi, mit dem er bei der Promotion Big Japan auch ein Tag Team bildete.
- Shreeve besitzt große Narben auf der Stirn, die nach Aussagen verschiedener Wrestler durch konsequentes Blading entstanden sein sollen.[6]